# Arachnactis panikkari
Espèce
Arachnactis panikkari est une espèce de cnidaires de la famille des Arachnactidae.

## Systématique
Le nom valide complet (avec auteur) de ce taxon est Arachnactis panikkari Nair, 1949.